# Жуниор Брандао
Жуниор Брандао (роден като Жозе Брандао Гонсалвеш Жуниор, на португалски José Brandão Gonçalves Júnior) е бразилски футболист, централен нападател. От 27 август 2018 г. е играч на Лудогорец (Разград) . От 3 януари 2019 г. е преотстъпен под наем на бразилския Гояш .

## Кариера

### Клубна кариера
Брандао дебютира на 19-годишна възраст в професионалния футбол във второто ниво на бразилския футбол Серия Б в отбора на Жувентус-СК като за един полусезон отбелязва 10 гола в 13 мача. След това играе в още 6 бразилски тима от второто и третото ниво без значителни постижения. През 2018 г. за един полусезон като играч на Атлетико Гояниенсе в 18 мача отбелязва 9 гола, след което е закупен на 27 август от „Лудогорец“ за сумата от 1,5 милиона евро .

#### „Лудогорец“
Дебютира за „Лудогорец“ на 20 септември 2018 г. в мач от груповата фаза на Лига Европа в срещата „Лудогорец“-Байер Леверкузен 2-3 . На 4 октомври 2018 г. играе в още един мач от груповата фаза на Лига Европа в срещата ФК Цюрих-„Лудогорец“ 1-0 . Дебютира за „Лудогорец II“ на 21 октомври 2018 г. в срещата „Лудогорец II“-Ботев Гълъбово 2-0 . Във втория си мач за „Лудогорец II“ отбелязва хеттрик в срещата „Лудогорец II“-Струмска слава 3-1 . Без дебют в Първа лига и 6 мача с 4 гола във Втора лига е преотстъпен под наем на Гояш.